# Laserpitium prutenicum subsp. dufourianum
Laserpitium prutenicum subsp. dufourianum é uma subespécie de planta com flor pertencente à família Apiaceae. 
A autoridade científica da subespécie é (Rouy & E.G.Camus) Braun-Blanq., tendo sido publicada em Ann. Soc. Linn. Lyon ser. 2 75: 17 (1930).

## Portugal
Trata-se de uma subespécie presente no território português, nomeadamente em Portugal Continental.
Em termos de naturalidade é nativa da região atrás indicada.

## Protecção
Não se encontra protegida por legislação portuguesa ou da Comunidade Europeia.